# Kuwait en los Juegos Paralímpicos de Barcelona 1992
Kuwait estuvo representado en los Juegos Paralímpicos de Barcelona 1992 por un total de 24 deportistas, 21 hombres y tres mujeres.

## Medallistas
El equipo paralímpico kuwaití obtuvo las siguientes medallas:
| Nombre           | Deporte      | Evento                  |
| ---------------- | ------------ | ----------------------- |
| Oro              |              |                         |
| Ali Mohamed      | Atletismo    | Jabalina THW7 masculino |
| Plata            |              |                         |
| Adelah Al-Rumi   | Atletismo    | Disco THW4 femenino     |
| Fahed Al-Mutairi | Atletismo    | Jabalina C6 masculino   |
| Ali Mohamed      | Atletismo    | Peso THW7 masculino     |
| Bronce           |              |                         |
| Fuad Kut         | Halterofilia | +90 kg masculino        |